# Gardenia blu
Gardenia blu (The Blue Gardenia) è un film del 1953 diretto da Fritz Lang.

## Trama
Los Angeles: Norah, appena lasciata per lettera dal fidanzato combattente in Corea, cerca di consolarsi nel giorno del suo compleanno accettando l'invito a cena in un locale esotico chiamato "Gardenia blu" da parte di Harry Prebble, pittore donnaiolo e assiduo frequentatore della centrale telefonica in cui Norah lavora insieme a due amiche con cui condivide l'appartamento.
Stordita dal generoso consumo di cocktail, la donna si ritrova poi nell'abitazione di Harry, dove cerca in qualche modo di opporsi alle sue avances. Al risveglio, fugge frettolosamente dall'appartamento senza scarpe, con un gran mal di testa e senza altri ricordi che non la vaga immagine di un attizzatoio e di uno specchio infranto.
Il giorno successivo il giornale locale esce con la notizia della morte violenta di Harry e la giovane telefonista non ha dubbi sulla propria colpevolezza, anche se non ricorda assolutamente di aver commesso un omicidio. Il giornalista Casey Mayo cavalca senza scrupoli la notizia e, mentre la polizia brancola ancora nel buio, monta ad arte il caso dalle colonne del Daily Chronicle pubblicando una lettera aperta all'assassino in cui lo invita ad affidarsi a lui promettendo discrezione e garantendo l'assistenza di un ottimo avvocato. Norah cerca intanto di eliminare le tracce che possano, in qualche modo, portare a lei, ma i suoi maldestri tentativi producono il solo effetto di tradirla di fronte alle amiche.
In preda al rimorso, e contando sull'onestà di Mayo, decide di raccontargli la sua verità, ma la polizia è in agguato e l'arresta. Mayo, innamorato di Norah, non crede alla sua colpevolezza: alcuni particolari della confessione della giovane - in particolare quelli relativi alla musica ascoltata quella sera: una melodia di Nat King Cole, intitolata Blue Gardenia e non la versione del Tristano e Isotta di Richard Wagner, che era stata trovata sul piatto del giradischi - inducono il giornalista a seguire un'altra pista che lo porterà ad individuare Rose Miller, una delle tante donne sedotte ed ingannate dal pittore, che confessa di aver colpito a morte Prebble mentre Norah giaceva svenuta.

## Produzione
Il 16 ottobre 1952 la rivista Variety annunciò che la regia del nuovo film del produttore Alex Gottlieb era stata assegnata a Fritz Lang.Gardenia blu, il nuovo progetto di Alex Gottlieb, servì a reintrodurre Lang a Hollywood, dopo un periodo di forzata disoccupazione: a sua insaputa era stato incluso dalla Commissione per le attività antiamericane nella "lista nera" degli artisti sospettati di simpatie comuniste. 
Gottlieb aveva comprato i diritti del racconto di Vera Caspary, pubblicato sulla rivista Today's Woman, appena un mese prima, il 3 settembre 1952, e voleva usare il titolo Blue Gardenia, sperando di incuriosire gli spettatori per analogia con un recente caso di cronaca nera in cui una prostituta brutalmente assassinata si serviva del soprannome di Black Dahlia. Sperando di sfruttare il titolo prima che il caso venisse dimenticato, diede a Lang, nel mese successivo, pochissimo tempo per la preparazione e la revisione della sceneggiatura, in compagnia di Charles Hoffman. Ciò nonostante, Lang riuscì a modificare vari dialoghi e, soprattutto, l'azione: intuì che non avrebbe dovuto dare nessuna indicazione al pubblico su cosa avviene realmente nell'appartamento per non cancellare la suspense.
Il regista iniziò le riprese il 28 novembre 1952, terminandole dopo meno di un mese, la notte di Natale dello stesso anno.
Ann Sothern tornava al cinema dopo due anni di inattività. Ruth Storey, interprete del personaggio di Rose, era nella realtà sposata con Richard Conte che ricopriva il principale ruolo maschile.

## Distribuzione
Il film uscì nelle sale cinematografiche statunitensi il 28 marzo 1953. In Italia venne distribuito a partire dal 4 settembre dello stesso anno. La realizzazione dei manifesti del film fu affidata al pittore cartellonista Luigi Martinati.

## Colonna sonora
Appositamente per il film, i compositori Lester Lee e Bob Russell prepararono una canzone che avrebbe dovuto avere un ruolo significativo nello sviluppo della trama. Blue Gardenia fu fatta interpretare da Nat King Cole, che compare in persona nel film, nel ruolo del pianista del locale in cui Norah si reca con Prebble. Il brano, con l'arrangiamento di Nelson Riddle, fu registrato su disco negli studi della Capitol Records di Hollywood nel gennaio 1953 e inserito come facciata B di un 78 giri, in coppia con la meno conosciuta Can't I. 

## Accoglienza

### Collocamento nell'opera di Lang
Gardenia blu si situa nel punto di intersezione tra il periodo noir del regista (La bestia umana, Il grande caldo, il western Rancho Notorious) e il periodo caratterizzato dall'attenzione per i temi relativi alla società delle comunicazioni di massa e all'influenza dei mass media sui comportamenti individuali. Quando la città dorme, L'alibi era perfetto, insieme a Gardenia blu, costituiscono, secondo il critico Renato Venturelli, la newpaper's trilogy.

### I mass media
[...] Se in Gardenia blu l'autore descrive con asprezza e cattiveria l'universo articolato dei media (telefono, stampa, radio), la chiave volumetrica dell'opera è giustamente una scatola. Il mobile-radio, la cabina telefonica, il giradischi, l'altoparlante: contenitori, altari, feretri. Le telecomunicazioni uccidono.»
(Stefano Socci, Fritz Lang, p. 100)

### La società americana
Il ritratto che il regista fa della società americana è definito da Peter Bogdanovich "velenoso" e "corrosivo".
Renato Venturelli osserva:
(Renato Venturelli, L'età del noir, p. 393)

### I ruoli maschili e femminili
Janet Bergstrom conclude la sua analisi del film con queste osservazioni:
(Bergstrom, p.399)